# Gar Samuelson
Gar Samuelson (Dunkirk (New York), 18 februari 1958 - Orange City (Florida), 22 juli 1999) was de tweede drummer van de Amerikaanse thrashmetalband Megadeth van 1984 tot 1987. Samuelson is te horen op het album Killing is my business... and business is good! en op het album Peace sells... but who's buying? Samuelson wordt erkend als invloedrijk muzikant die jazz fusion elementen in thrashmetal introduceerde.
Voor Megadeth speelde hij samen met vriend Chris Poland in de jazz fusion band The New Yorkers. Ze stapten beide gelijktijdig over naar Megadeth, en vertrokken daar ook terug samen in 1987. Samuelson nam daar in de een jaar oude band de plaats over van Lee Rausch, na zijn vertrek werd Chuck Behler de drummer.
In 1999 sterft Samuelson aan leverfalen.
- MusicBrainz: a31511b1-e828-4b2f-b645-1f00033bf567
- Virtual International Authority File: 2942154260862324480005